# Цамдзор
Цамдзор (вірм. Ծամձոր), Дерекенд (азерб. Dərəkənd) — село у Гадрутському районі Нагірно-Карабаської Республіки. До складу сільради входить також сусіднє село Саріншен.

## Пам'ятки
У селі розташована церква Св. Аствацацін 1696 року, цвинтар 16-19 століття, міст 18-19 століття та водосховище 19 століття.